# Modern Family
Modern Family (bra: Família Moderna; prt: Uma Família Muito Moderna) é uma série de televisão norte-americana em forma de mocumentário e humor familiar criada por Christopher Lloyd e Steven Levitan para a American Broadcasting Company. Foi exibido por onze temporadas, de 23 de setembro de 2009 a 8 de abril de 2020. Em 2010, 2011, 2012, 2013 e 2014, ganhou o Emmy de Melhor Série de Comédia, assim como outros 14 Emmys.
Christopher Lloyd e Steven Levitan conceberam a série enquanto compartilhavam histórias de suas próprias "famílias modernas". Modern Family emprega um elenco conjunto e é apresentado no estilo mocumentário, com os personagens frequentemente falando diretamente para a câmera em segmentos de entrevistas confessionais.
A série foi renovada para uma 10ª temporada em 10 de maio de 2017, com estreia em 26 de setembro de 2018; então para uma décima primeira e última temporada em 5 de fevereiro de 2019, que estreou em 25 de setembro de 2019. O final da série foi ao ar em 8 de abril de 2020.
A série segue as famílias de Jay Pritchett (Ed O'Neill), sua filha Claire Dunphy (Julie Bowen), e seu filho Mitchell Pritchett (Jesse Tyler Ferguson) que vivem em Los Angeles. Claire é uma mãe e dona de casa casada com Phil Dunphy (Ty Burrell) e o casal têm três filhos: Haley, Alex e Luke. Jay é casado com uma mulher colombiana muito mais jovem que ele, chamada Gloria Delgado (Sofía Vergara), que é ajudada por Jay a criar seu filho pré-adolescente, Manny Delgado (Rico Rodriguez). Mitchell é casado com Cameron Tucker (Eric Stonestreet), e eles adotaram uma bebê vietnamita chamada Lily. A série estreou na ABC em 23 de setembro de 2009, sendo aclamada pela crítica.
Modern Family foi aclamada pela crítica ao longo de suas primeiras temporadas. Sua recepção crítica tornou-se mais mista à medida que avançava, mas manteve uma base de fãs leais ao longo de suas 11 temporadas e foi continuamente popular. As duas temporadas finais receberam respostas geralmente positivas, e o episódio final teve 7,37 milhões de telespectadores pela primeira vez. O documentário retrospectivo que foi ao ar antes do episódio final teve 6,72 milhões de espectadores pela primeira vez.
Seu episódio piloto foi visto por 12,61 milhões de telespectadores. Logo após, a série foi confirmada para ter uma temporada completa em 8 de outubro de 2009.
Os direitos de distribuição de transmissão da série foram vendidos para a NBCUniversal na USA Network, as estações da Fox Television Stations e várias outras estações locais em outros mercados para uma estreia no outono de 2013. O sucesso da série fez com que fosse o décimo programa com maior geração de receita em 2012, ganhando US$ 2,13 milhões por episódio.

## Premissa
A série foca-se nos relacionamentos entre uma família liderada por Jay Pritchett (Ed O'Neill), que após divorciar-se, casou-se com uma mulher colombiana bem mais nova que ele e certamente atraente, Gloria Delgado (Sofía Vergara), mãe do pré-adolescente Manny Delgado (Rico Rodriguez). O pai da família tem dificuldade em adaptar sua família à chegada de novas pessoas. Enquanto isso, Gloria lida com o machismo, a xenofobia e a lidar com a adolescência do filho, o atípico Manny. Enquanto Luke (Nolan Gould), Alex (Ariel Winter) e Haley (Sarah Hyland) se preocupam com questões típicas da juventude, Manny é um rapaz romântico, poético e intelectual. A filha de Jay, Claire Dunphy (Julie Bowen) e o esposo, Phil Dunphy (Ty Burrell), pais de Haley, Alex e Luke, preocupam-se com o estresse cotidiano, com a escola, o trabalho e a rebeldia; e o filho Mitchell Pritchett (Jesse Tyler), homossexual declarado, inclusive tendo como seu marido Cameron Tucker (Eric Stonestreet) vivem situações humorísticas diariamente. A série aborda diversos pontos das famílias atuais, como a homoafetividade, a adoção e o divórcio.

## Elenco e personagens

### Elenco principal
- Ed O'Neill como Jay Pritchett (regular, temporadas 1–11)
- Julie Bowen como Claire Dunphy (regular, temporadas 1–11)
- Ty Burrell como Phil Dunphy (regular, temporadas 1–11)
- Jesse Tyler Ferguson como Mitchell Pritchett (regular, temporadas 1–11)
- Eric Stonestreet como Cameron Tucker (regular, temporadas 1–11)
- Sofía Vergara como Gloria Pritchett (regular, temporadas 1–11)
- Sarah Hyland como Haley Dunphy (regular, temporadas 1–11)
- Ariel Winter como Alex Dunphy (regular, temporadas 1–11)
- Nolan Gould como Luke Dunphy (regular, temporadas 1–11)
- Rico Rodriguez como Manny Delgado (regular, temporadas 1–11)
- Aubrey Anderson-Emmons como Lily Tucker-Pritchett (regular, temporadas 3–11; interpretada por Jaden Hiller e Ella Hiller nas temporadas 1 e 2)
- Jeremy Maguire como Joe Pritchett (regular, temporadas 7–11; interpretado por Rebecca e Sierra Mark na temporada 4 e Pierce Wallace nas temporadas 5 e 6)
- Reid Ewing como Dylan Marshall (recorrente, temporadas 1–5, 7 e 10; participação, temporadas 6, 8 e 9; regular, temporada 11)

### Árvore genealógica
Essa é a Árvore Genealógica das três famílias de Modern Family, que estão interligadas entre elas seja por parentesco ou adoção. As linhas tracejadas indicam um divórcio entre os personagens.
| Javier Delgado | Javier Delgado | Javier Delgado | Javier Delgado | Javier Delgado | Javier Delgado |               |               | Gloria Pritchett | Gloria Pritchett | Gloria Pritchett | Gloria Pritchett | Gloria Pritchett | Gloria Pritchett |                 |                 |                 |                 |                 |                 |               |  |             |             |                       |                       |                       |                       |                       |                       |  |  | Jay Pritchett            | Jay Pritchett            | Jay Pritchett            | Jay Pritchett            | Jay Pritchett            | Jay Pritchett            |  |  |                |                |                |                | DeDe Pritchett † | DeDe Pritchett † | DeDe Pritchett † | DeDe Pritchett † | DeDe Pritchett † | DeDe Pritchett † |               |               |               |               |               |               | Grace Dunphy † | Grace Dunphy † | Grace Dunphy † | Grace Dunphy † | Grace Dunphy † | Grace Dunphy † |             |             | Frank Dunphy † | Frank Dunphy † | Frank Dunphy † | Frank Dunphy † | Frank Dunphy † | Frank Dunphy † |  |  |  |  |
| Javier Delgado | Javier Delgado | Javier Delgado | Javier Delgado | Javier Delgado | Javier Delgado |               |               | Gloria Pritchett | Gloria Pritchett | Gloria Pritchett | Gloria Pritchett | Gloria Pritchett | Gloria Pritchett |                 |                 |                 |                 |                 |                 |               |  |             |             |                       |                       |                       |                       |                       |                       |  |  | Jay Pritchett            | Jay Pritchett            | Jay Pritchett            | Jay Pritchett            | Jay Pritchett            | Jay Pritchett            |  |  |                |                |                |                | DeDe Pritchett † | DeDe Pritchett † | DeDe Pritchett † | DeDe Pritchett † | DeDe Pritchett † | DeDe Pritchett † |               |               |               |               |               |               | Grace Dunphy † | Grace Dunphy † | Grace Dunphy † | Grace Dunphy † | Grace Dunphy † | Grace Dunphy † |             |             | Frank Dunphy † | Frank Dunphy † | Frank Dunphy † | Frank Dunphy † | Frank Dunphy † | Frank Dunphy † |  |  |  |  |
|                |                |                |                |                |                |               |               |                  |                  |                  |                  |                  |                  |                 |                 |                 |                 |                 |                 | Joe Pritchett |  |             |             |                       |                       |                       |                       |                       |                       |  |  |                          |                          |                          |                          |                          |                          |  |  |                |                |                |                |                  |                  |                  |                  |                  |                  |               |               |               |               |               |               |                |                |                |                |                |                |             |             |                |                |                |                |                |                |  |  |  |  |
|                |                |                |                |                |                |               |               |                  |                  |                  |                  |                  |                  |                 |                 |                 |                 |                 |                 |               |  |             |             |                       |                       |                       |                       |                       |                       |  |  |                          |                          |                          |                          |                          |                          |  |  |                |                |                |                |                  |                  |                  |                  |                  |                  |               |               |               |               |               |               |                |                |                |                |                |                |             |             |                |                |                |                |                |                |  |  |  |  |
|                |                |                |                |                |                |               |               |                  |                  |                  |                  |                  |                  |                 |                 |                 |                 |                 |                 |               |  |             |             |                       |                       |                       |                       |                       |                       |  |  |                          |                          |                          |                          |                          |                          |  |  |                |                |                |                |                  |                  |                  |                  |                  |                  |               |               |               |               |               |               |                |                |                |                |                |                |             |             |                |                |                |                |                |                |  |  |  |  |
|                |                |                |                | Manny Delgado  | Manny Delgado  | Manny Delgado | Manny Delgado | Manny Delgado    | Manny Delgado    |                  |                  |                  |                  | Merle Tucker    | Merle Tucker    | Merle Tucker    | Merle Tucker    | Merle Tucker    | Merle Tucker    |               |  | Barb Tucker | Barb Tucker | Barb Tucker           | Barb Tucker           | Barb Tucker           | Barb Tucker           |                       |                       |  |  |                          |                          |                          |                          |                          |                          |  |  |                |                |                |                |                  |                  |                  |                  |                  |                  |               |               |               |               |               |               |                |                |                |                |                |                |             |             |                |                |                |                |                |                |  |  |  |  |
|                |                |                |                | Manny Delgado  | Manny Delgado  | Manny Delgado | Manny Delgado | Manny Delgado    | Manny Delgado    |                  |                  |                  |                  | Merle Tucker    | Merle Tucker    | Merle Tucker    | Merle Tucker    | Merle Tucker    | Merle Tucker    |               |  | Barb Tucker | Barb Tucker | Barb Tucker           | Barb Tucker           | Barb Tucker           | Barb Tucker           |                       |                       |  |  |                          |                          |                          |                          |                          |                          |  |  |                |                |                |                |                  |                  |                  |                  |                  |                  |               |               |               |               |               |               |                |                |                |                |                |                |             |             |                |                |                |                |                |                |  |  |  |  |
|                |                |                |                |                |                |               |               |                  |                  |                  |                  |                  |                  |                 |                 |                 |                 |                 |                 |               |  |             |             |                       |                       |                       |                       |                       |                       |  |  |                          |                          |                          |                          |                          |                          |  |  |                |                |                |                |                  |                  |                  |                  |                  |                  |               |               |               |               |               |               |                |                |                |                |                |                |             |             |                |                |                |                |                |                |  |  |  |  |
|                |                |                |                |                |                |               |               |                  |                  |                  |                  |                  |                  |                 |                 |                 |                 |                 |                 |               |  |             |             |                       |                       |                       |                       |                       |                       |  |  |                          |                          |                          |                          |                          |                          |  |  |                |                |                |                |                  |                  |                  |                  |                  |                  |               |               |               |               |               |               |                |                |                |                |                |                |             |             |                |                |                |                |                |                |  |  |  |  |
|                |                |                |                |                |                |               |               |                  |                  |                  |                  |                  |                  | Pameron Tucker  | Pameron Tucker  | Pameron Tucker  | Pameron Tucker  | Pameron Tucker  | Pameron Tucker  |               |  |             |             | Cameron Tucker        | Cameron Tucker        | Cameron Tucker        | Cameron Tucker        | Cameron Tucker        | Cameron Tucker        |  |  | Mitchell Pritchett       | Mitchell Pritchett       | Mitchell Pritchett       | Mitchell Pritchett       | Mitchell Pritchett       | Mitchell Pritchett       |  |  |                |                |                |                |                  |                  |                  |                  |                  |                  | Claire Dunphy | Claire Dunphy | Claire Dunphy | Claire Dunphy | Claire Dunphy | Claire Dunphy |                |                |                |                |                |                | Phil Dunphy | Phil Dunphy | Phil Dunphy    | Phil Dunphy    | Phil Dunphy    | Phil Dunphy    |                |                |  |  |  |  |
|                |                |                |                |                |                |               |               |                  |                  |                  |                  |                  |                  | Pameron Tucker  | Pameron Tucker  | Pameron Tucker  | Pameron Tucker  | Pameron Tucker  | Pameron Tucker  |               |  |             |             | Cameron Tucker        | Cameron Tucker        | Cameron Tucker        | Cameron Tucker        | Cameron Tucker        | Cameron Tucker        |  |  | Mitchell Pritchett       | Mitchell Pritchett       | Mitchell Pritchett       | Mitchell Pritchett       | Mitchell Pritchett       | Mitchell Pritchett       |  |  |                |                |                |                |                  |                  |                  |                  |                  |                  | Claire Dunphy | Claire Dunphy | Claire Dunphy | Claire Dunphy | Claire Dunphy | Claire Dunphy |                |                |                |                |                |                | Phil Dunphy | Phil Dunphy | Phil Dunphy    | Phil Dunphy    | Phil Dunphy    | Phil Dunphy    |                |                |  |  |  |  |
|                |                |                |                |                |                |               |               |                  |                  |                  |                  |                  |                  |                 |                 |                 |                 |                 |                 |               |  |             |             |                       |                       |                       |                       |                       |                       |  |  |                          |                          |                          |                          |                          |                          |  |  |                |                |                |                |                  |                  |                  |                  |                  |                  |               |               |               |               |               |               |                |                |                |                |                |                |             |             |                |                |                |                |                |                |  |  |  |  |
|                |                |                |                |                |                |               |               |                  |                  |                  |                  |                  |                  |                 |                 |                 |                 |                 |                 |               |  |             |             |                       |                       |                       |                       |                       |                       |  |  |                          |                          |                          |                          |                          |                          |  |  |                |                |                |                |                  |                  |                  |                  |                  |                  |               |               |               |               |               |               |                |                |                |                |                |                |             |             |                |                |                |                |                |                |  |  |  |  |
|                |                |                |                |                |                |               |               |                  |                  |                  |                  |                  |                  | Calhoun Johnson | Calhoun Johnson | Calhoun Johnson | Calhoun Johnson | Calhoun Johnson | Calhoun Johnson |               |  |             |             | Lily Tucker-Pritchett | Lily Tucker-Pritchett | Lily Tucker-Pritchett | Lily Tucker-Pritchett | Lily Tucker-Pritchett | Lily Tucker-Pritchett |  |  | Rexford Tucker-Pritchett | Rexford Tucker-Pritchett | Rexford Tucker-Pritchett | Rexford Tucker-Pritchett | Rexford Tucker-Pritchett | Rexford Tucker-Pritchett |  |  | Dylan Marshall | Dylan Marshall | Dylan Marshall | Dylan Marshall | Dylan Marshall   | Dylan Marshall   |                  |                  | Haley Dunphy     | Haley Dunphy     | Haley Dunphy  | Haley Dunphy  | Haley Dunphy  | Haley Dunphy  |               |               | Alex Dunphy    | Alex Dunphy    | Alex Dunphy    | Alex Dunphy    | Alex Dunphy    | Alex Dunphy    |             |             | Luke Dunphy    | Luke Dunphy    | Luke Dunphy    | Luke Dunphy    | Luke Dunphy    | Luke Dunphy    |  |  |  |  |
|                |                |                |                |                |                |               |               |                  |                  |                  |                  |                  |                  | Calhoun Johnson | Calhoun Johnson | Calhoun Johnson | Calhoun Johnson | Calhoun Johnson | Calhoun Johnson |               |  |             |             | Lily Tucker-Pritchett | Lily Tucker-Pritchett | Lily Tucker-Pritchett | Lily Tucker-Pritchett | Lily Tucker-Pritchett | Lily Tucker-Pritchett |  |  | Rexford Tucker-Pritchett | Rexford Tucker-Pritchett | Rexford Tucker-Pritchett | Rexford Tucker-Pritchett | Rexford Tucker-Pritchett | Rexford Tucker-Pritchett |  |  | Dylan Marshall | Dylan Marshall | Dylan Marshall | Dylan Marshall | Dylan Marshall   | Dylan Marshall   |                  |                  | Haley Dunphy     | Haley Dunphy     | Haley Dunphy  | Haley Dunphy  | Haley Dunphy  | Haley Dunphy  |               |               | Alex Dunphy    | Alex Dunphy    | Alex Dunphy    | Alex Dunphy    | Alex Dunphy    | Alex Dunphy    |             |             | Luke Dunphy    | Luke Dunphy    | Luke Dunphy    | Luke Dunphy    | Luke Dunphy    | Luke Dunphy    |  |  |  |  |
|                |                |                |                |                |                |               |               |                  |                  |                  |                  |                  |                  |                 |                 |                 |                 |                 |                 |               |  |             |             |                       |                       |                       |                       |                       |                       |  |  |                          |                          |                          |                          |                          |                          |  |  |                |                |                |                |                  |                  |                  |                  |                  |                  |               |               |               |               |               |               |                |                |                |                |                |                |             |             |                |                |                |                |                |                |  |  |  |  |
|                |                |                |                |                |                |               |               |                  |                  |                  |                  |                  |                  |                 |                 |                 |                 |                 |                 |               |  |             |             |                       |                       |                       |                       |                       |                       |  |  |                          |                          |                          |                          |                          |                          |  |  |                |                |                |                |                  |                  |                  |                  |                  |                  |               |               |               |               |               |               |                |                |                |                |                |                |             |             |                |                |                |                |                |                |  |  |  |  |
|                |                |                |                |                |                |               |               |                  |                  |                  |                  |                  |                  |                 |                 |                 |                 |                 |                 |               |  |             |             |                       |                       |                       |                       |                       |                       |  |  |                          |                          |                          |                          |                          |                          |  |  | George         | George         | George         | George         | George           | George           |                  |                  | Poppy            | Poppy            | Poppy         | Poppy         | Poppy         | Poppy         |               |               |                |                |                |                |                |                |             |             |                |                |                |                |                |                |  |  |  |  |

## Episódios
| Temporada | Temporada | Episódios | Episódios | Originalmente exibido  | Originalmente exibido | Nielsen ratings | Nielsen ratings        |
| Temporada | Temporada | Episódios | Episódios | Estreia da temporada   | Final da temporada    | Posição         | Audiência (em milhões) |
| --------- | --------- | --------- | --------- | ---------------------- | --------------------- | --------------- | ---------------------- |
|           | 1         | 24        | 24        | 23 de setembro de 2009 | 19 de maio de 2010    | 36              | 9.49                   |
|           | 2         | 24        | 24        | 22 de setembro de 2010 | 25 de maio de 2011    | 24              | 11.89                  |
|           | 3         | 24        | 24        | 21 de setembro de 2011 | 23 de maio de 2012    | 15              | 12.93                  |
|           | 4         | 24        | 24        | 26 de setembro de 2012 | 22 de maio de 2013    | 18              | 12.31                  |
|           | 5         | 24        | 24        | 25 de setembro de 2013 | 21 de maio de 2014    | 19              | 11.79                  |
|           | 6         | 24        | 24        | 24 de setembro de 2014 | 20 de maio de 2015    | 24              | 11.91                  |
|           | 7         | 22        | 22        | 23 de setembro de 2015 | 18 de maio de 2016    | 36              | 9.83                   |
|           | 8         | 22        | 22        | 21 de setembro de 2016 | 17 de maio de 2017    | 34              | 8.79                   |
|           | 9         | 22        | 22        | 27 de setembro de 2017 | 16 de maio de 2018    | 58              | 7.09                   |
|           | 10        | 22        | 22        | 26 de setembro de 2018 | 8 de maio de 2019     | 65              | 6.40                   |
|           | 11        | 18        | 18        | 25 de setembro de 2019 | 8 de abril de 2020    | 48              | 7.10                   |
|           | Especial  | Especial  | Especial  | 8 de abril de 2020     | 8 de abril de 2020    | —               | —                      |

## Produção

### Desenvolvimento inicial
Enquanto os criadores Christopher Lloyd e Steven Levitan recontavam histórias sobre suas famílias, eles perceberam que as histórias poderiam ser a base para uma série. Eles começaram a trabalhar na ideia de uma família sendo observada em uma série estilo mocumentário. Posteriormente, eles decidiram que poderia ser um programa sobre três famílias e suas experiências. Chamava-se originalmente My American Family (Minha Família Americana, em tradução livre), e a equipe de filmagem era originalmente dirigida por um cineasta holandês fictício chamado Geert Floortje, que viveu com a família de Jay quando era um estudante adolescente de intercâmbio e desenvolveu uma paixão por Claire (enquanto Mitchell tinha uma queda por ele). Mais tarde, os produtores acharam que esse componente era desnecessário e foi descartado. Lloyd agora prefere olhar para a série como "um programa familiar feito no estilo documentário".
Lloyd e Levitan apresentaram a série para a CBS, NBC e ABC (eles não a apresentaram para a Fox por causa de problemas que tiveram com a rede em uma série de comédia anterior, Back to You, que Lloyd e Levitan também criaram e produziram). A CBS, que não estava pronta para se comprometer muito com o estilo de filmagem com uma única câmera, rejeitou a série. A NBC, que já transmitia The Office e Parks and Recreation, decidiu não fazer um terceiro programa de estilo mocumentário. A ABC aceitou a proposta.
O episódio piloto foi testado positivamente com um grupo focal, resultando na rede encomendando mais 16 episódios para adicioná-los logo após o hiato de 2009–10 e anunciarem oficialmente no calendário oficial da rede. A série logo ganhou uma retomada da temporada completa em outubro de 2009.

### Captura
Em 12 de janeiro de 2010, o presidente da ABC Entertainment, Stephen McPherson, anunciou que Modern Family havia sido renovada para uma segunda temporada. A terceira temporada foi encomendada pela ABC dia 10 de janeiro de 2011. A série também foi comprada para ser distribuída pelos EUA durante a primeira temporada por 1,5 milhões de dólares e para 10 afiliadas da Fox durante a segunda temporada. A série vai ao ar no Reino Unido e Irlanda através do canal Sky1.

### Filmagens
As filmagens principais ocorreram em Los Angeles, Califórnia. Muitos dos exteriores usados estão no lado oeste da cidade. A casa dos Dunphys fica no bairro de Cheviot Hills. A partir de 2014, a Palisades Charter High School é usada para o exterior da escola de Luke e Manny.
Lloyd e Levitan, cujos créditos incluem Frasier, Wings e Just Shoot Me!, são produtores executivos da série, atuando como showrunners e redator-chefe de seu selo Lloyd-Levitan Productions em afiliação à 20th Century Fox Television. Os outros produtores originais da equipe de escritores foram Paul Corrigan, Sameer Gardezi, Joe Lawson, Dan O'Shannon, Brad Walsh, Caroline Williams, Bill Wrubel, Danny Zuker e Jeff Morton. A primeira equipe de diretores incluem Jason Winer, Michael Spiller, Randall Einhorn e Chris Koch. Jason Winer já dirigiu 19 episódios da série, fazendo dele o mais prolífico diretor da série.
Desde a segunda temporada, Levitan e Lloyd dirigem a série, não como uma equipe, mas separadamente, com cada showrunner supervisionando metade dos episódios. "Chris e eu somos pessoas fortes e opinativas, e percebemos muito, muito rapidamente que não faz sentido sentar aqui e debater um com o outro e perder tempo", disse Levitan ao The Hollywood Reporter em 2012. "Frequentemente chegamos lá de diferentes pontos de vista, então dissemos: 'Vamos apenas desligar quem tem a palavra final'."

### Processo

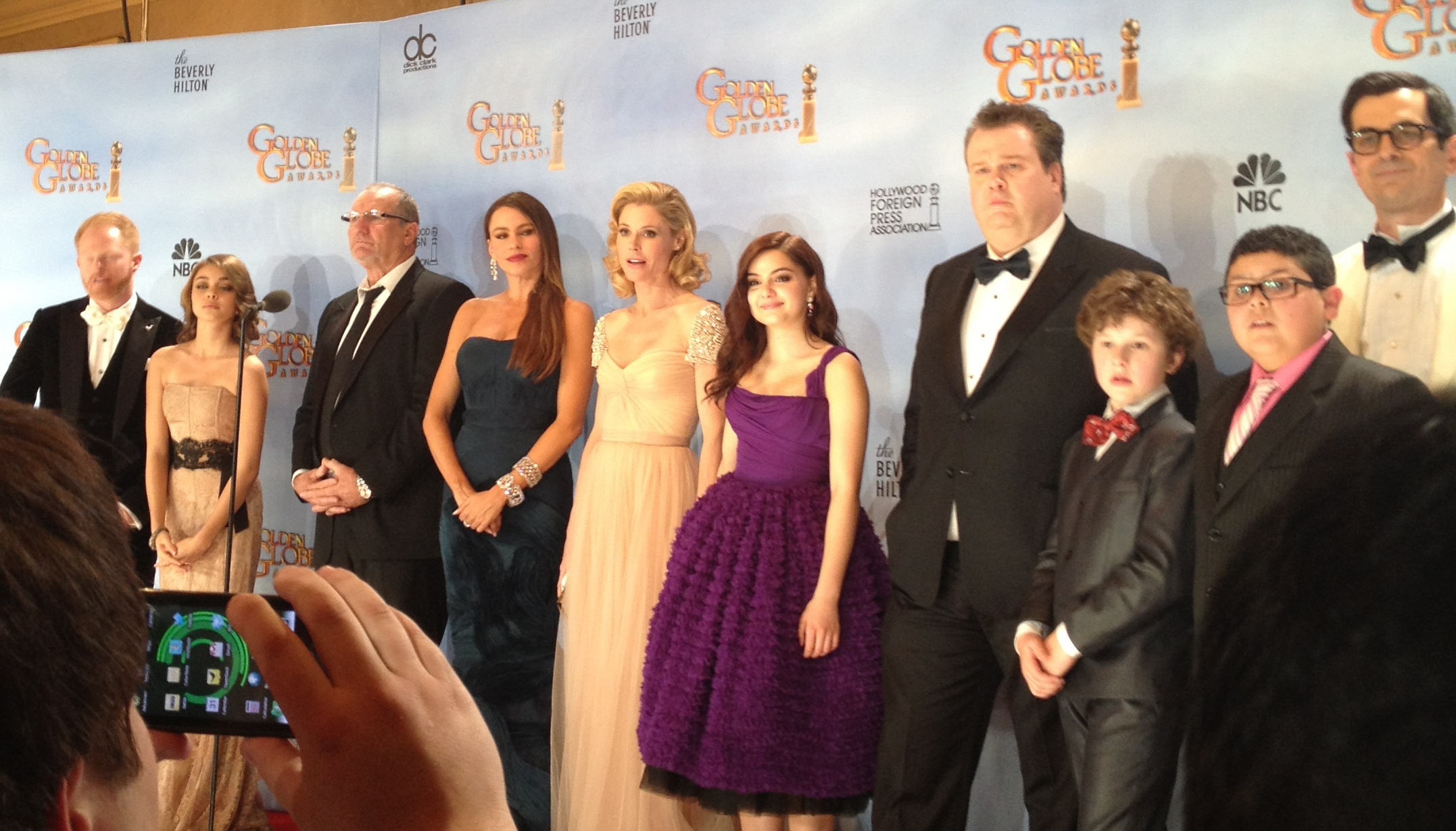
Elenco de Modern Family no 69º Golden Globe Awards em janeiro de 2012.

Como resultado do sucesso da série, o elenco tentou, no verão de 2012, renegociar seus contratos existentes para obter maiores porcentagens em seus salários por episódios. No entanto, as negociações fracassaram e a primeira leitura de mesa da quarta temporada teve de ser adiada. Cinco dos membros do elenco (Ty Burrell, Julie Bowen, Jesse Tyler Ferguson, Eric Stonestreet e Sofía Vergara) contrataram o escritório de advocacia Quinn Emanuel Urquhart & Sullivan e processaram a 20th Century Fox Television no Tribunal Superior do Condado de Los Angeles em 24 de julho de 2012. Embora não faça parte do processo, Ed O'Neill (que recebe mais por episódio do que os outros cinco) se juntou a seus colegas de elenco em busca de aumentos para cada um, cerca de US$ 200.000 por episódio. Sua queixa apelou para a "regra de sete-anos" que está vigente no Código de Trabalho da Califórnia, Seção 2855 (a Lei de De Havilland), e solicitou uma declaração de que seus contratos eram nulos por violarem essa regra. Em 28 de julho de 2012, o conflito foi resolvido. Os salários dos cinco membros adultos do elenco aumentaram de $ 55.000–US$ 65.000 por episódio para US$ 150.000–US$ 175.000, com aumentos a cada temporada, mais uma porcentagem dos lucros finais. O'Neill já estava ganhando US$ 200.000 por episódio, então seu salário foi reduzido para paridade com seus colegas de elenco, mas com uma porcentagem maior dos lucros de processos internos. Mais tarde, no verão, quatro dos cinco as estrelas infantis negociaram aumentos de US$ 15.000–US$ 25.000 para US$ 70.000 por episódio com um aumento adicional de US$ 10.000 por temporada.

## Recepção

### Audiência
| Temporada | Horário (ET)     | Episódios | Primeira exibição      | Primeira exibição   | Última exibição    | Última exibição     | Rank | Méd. audiência (milhões) | Adultos de 18–49 anos (média) |     |
| Temporada | Horário (ET)     | Episódios | Data                   | Audiência (milhões) | Data               | Audiência (milhões) | Rank | Méd. audiência (milhões) | Adultos de 18–49 anos (média) |     |
| --------- | ---------------- | --------- | ---------------------- | ------------------- | ------------------ | ------------------- | ---- | ------------------------ | ----------------------------- | --- |
| 1         | Quarta-feira 21h | 24        | 23 de setembro de 2009 | 12.60               | 19 de maio de 2010 | 10.14               | 36   | 9.49                     | 21                            | 3.9 |
| 2         | Quarta-feira 21h | 24        | 22 de setembro de 2010 | 12.67               | 25 de maio de 2011 | 10.31               | 24   | 11.76                    | 5                             | 4.8 |
| 3         | Quarta-feira 21h | 24        | 21 de setembro de 2011 | 14.53               | 23 de maio de 2012 | 10.07               | 15   | 12.93                    | 4                             | 5.5 |
| 4         | Quarta-feira 21h | 24        | 26 de setembro de 2012 | 14.44               | 22 de maio de 2013 | 10.01               | 16   | 12.31                    | 7                             | 4.9 |
| 5         | Quarta-feira 21h | 24        | 25 de setembro de 2013 | 11.68               | 21 de maio de 2014 | 10.45               | 19   | 11.79                    | 5                             | 4.6 |
| 6         | Quarta-feira 21h | 24        | 24 de setembro de 2014 | 11.38               | 20 de maio de 2015 | 7.20                | 24   | 11.91                    | 8                             | 4.3 |
| 7         | Quarta-feira 21h | 22        | 23 de setembro de 2015 | 9.46                | 18 de maio de 2016 | 6.79                | 36   | 9.83                     | 10                            | 3.4 |
| 8         | Quarta-feira 21h | 22        | 21 de setembro de 2016 | 8.24                | 17 de maio de 2017 | 6.20                | 34   | 8.79                     | 12                            | 2.9 |
| 9         | Quarta-feira 21h | 22        | 27 de setembro de 2017 | 7.01                | 16 de maio de 2018 | 5.02                | 58   | 7.09                     | 21                            | 2.2 |
| 10        | Quarta-feira 21h | 22        | 26 de setembro de 2018 | 5.40                | 8 de maio de 2019  | 4.41                | 65   | 6.40                     | 25                            | 1.9 |
| 11        | Quarta-feira 21h | 18        | 25 de setembro de 2019 | 4.09                | 8 de abril de 2020 | 7.37                | 48   | 7.10                     | 11                            | 1.9 |

### Recepção da crítica
A primeira temporada foi recebida com aclamação da crítica mundial. Ela recebeu uma pontuação no Metacritic de 86 de 100. A Entertainment Weekly deu um A-, chamando-a de "imediatamente reconhecível como a melhor nova sitcom da década". Na revisão da revista Time, ela classificou como "a comédia mais engraçada do ano". O site BuddyTV disse: "todos os atores são fantásticos, cada família é interessante, e ao contrário de muitos shows, não há um elo fraco".
A segunda temporada recebeu críticas positivas tanto quanto a primeira temporada, apesar de ter sido dado críticas por uma queda significativa. Robert Bianco do EUA Today, deu quatro estrelas para a nova temporada, dizendo: "Não, desde Frasier não tem uma sitcom oferendo tal mistura ideal de coração e inteligência". Robert Bianco numa revisão mais tarde, declarou "tão bom como foi em seu primeiro ano, é ainda melhor no segundo" positivamente comparando os personagens com os personagens de The Mary Tyler Moore Show e Friends. Durante a segunda temporada, a Adweek nomeou Modern Family como um dos 100 programas de TV mais influentes.
A terceira temporada recebeu uma recepção geral mista. Peter Swanson, revisor da Slant Magazine, escreveu que "enquanto o primeiro episódio recebeu críticas ruins, os episódios seguintes receberam críticas melhores". Ele também criticou os escritores por confiarem demais em participações especiais de celebridades, como David Cross.

### Crítica e polêmica
Modern Family atraiu críticas de comunidades LGBT por sua interpretação de Cameron e Mitchell não sendo fisicamente afetuosos um com o outro. A crítica gerou uma campanha no Facebook exigindo que Mitchell e Cameron se beijassem. Em resposta à polêmica, os produtores divulgaram um comunicado de que um episódio da segunda temporada resolveria o desconforto de Mitchell com demonstrações públicas de afeto. O produtor executivo, Levitan, disse que era lamentável que a questão tinha surgido, desde que os escritores da série já tinham planejado essa cena como parte do desenvolvimento natural do show. O episódio "The Kiss", finalmente foi ao ar com a cena do beijo no fundo, que recebeu elogios de múltiplos críticos.
Durante a terceira temporada, o colunista Frank Bruni do The New York Times, argumentou que as críticas sobre Cameron e Mitchell, na verdade, mostrou que os gays têm feito progresso em direção a aceitação social.
Outra crítica notável de Modern Family, veio a partir de fontes online de que o show reforça os papéis de gênero e estereótipos sexuais. Enquanto todos os maridos têm empregos, as mulheres ficam em casa. Ali Waller disse no Twitter: "Se Modern Family é tão 'moderna', então por que nenhuma das mulheres da série tem emprego?".
Estereótipos de gênero ocorrem frequentemente na série: "A mulher e a filha são incapazes de aprender a usar o comando e deve ser ensinada pelo pai, enquanto o filho é 'bom com eletrônica', apesar de ele ser considerado como o mais estúpido membro da família".
Em 29 de agosto de 2010, Modern Family ganhou o prémio de Melhor Série de Comédia, Melhor Roteiro para Série de Comédia (para o episódio piloto), e melhor Actor Coadjuvante em Série de Comédia (Eric Stonestreet). A série também mais tarde recebeu uma GLSEN Prêmio Respeito por sua interpretação de "imagens positivas e histórias que refletem uma América diversificada, incluindo a representação de uma família chefiada por um casal gay". Em 2010, o elenco ganhou um Screen Actors Guild de Melhor Performance de Elenco em Comédia, batendo o vencedor do ano anterior, Glee. Em 14 de julho de 2011, a série recebeu 17 indicações ao Emmy, os prêmios da série incluíam: Melhor Série de Comédia, Melhor Actor Coadjuvante para uma Série de Comédia e Melhor Atriz Coadjuvante em Série de Comédia. Em 2012, o espetáculo recebeu um total de 14 indicações ao Emmy Award, incluindo Melhor Série de Comédia, e nomeações para todos os seis de seus atores adultos nas categorias Actor e Actriz Coadjuvante de Comédia.
Ambos Ann Romney (esposa do candidato a presidência dos Estados Unidos, Mitt Romney) e a primeira-dama, Michelle Obama, em uma entrevista com Kal Penn na Convenção Nacional Democrata de 2012, citaram Modern Family como seu programa de TV favorito.

## Dublagem
| Personagem | Dublagem                                                                                                 |
| ---------- | --- |
| Alex       | Bianca Alencar                                                                                           |
| Jay        | Carlos Campanile                                                                                         |
| Manny      | Daniel Figueira                                                                                          |
| Dylan      | Fábio Lucindo (1ª voz - 1ª-)/ Alex Morales (2ª voz - 2ª-3ª)/ Felipe Grinnan (3ª voz - 2ª {ep 14})        |
| Claire     | Isabel de Sá                                                                                             |
| Haley      | Jussara Marques (1ª voz - 1ª-6ª)/ Kandy Kathy Ricci (2ª voz - 7ª-8ª)/ Kate Kelly Ricci (3ª voz - 9ª-11ª) |
| Cameron    | Luiz Laffey (1ª voz - 1ª-8ª)/ Paulo Porto (2ª voz - 8ª-11ª)                                              |
| Gloria     | Márcia Regina (1ª - voz - 1ª-2ª temporadas)/ Alessandra Araújo (2ª voz - 3ª-11ª)                         |
| Luke       | Matheus Ferreira                                                                                         |
| Phil       | Ramon Campos                                                                                             |
| Mitchell   | Ronaldo Sawaya                                                                                           |
| Lily       | Sicilia Vidal (1ª voz - 3ª-5ª)/ Leticia Celini (2ª voz - 6ª-11ª)                                         |
| Joe        | Monalisa Capella (1ª voz - 7ª-9ª)/ Vii Zedek (10ª e 11ª)                                                 |

|                     | Brasil |
| ------------------- | --- |
| Diretor de Dublagem | Ronaldo Artnic (1ª)/ Antônio Moreno (2ª-7ª)/ Rogério César (8ª)/ Mauro Eduardo Lima (9ª)/ Vanessa Alves (10ª) |
| Tradutor            | Sandra Benninghoven (1ª)/ Denise Simoneto (2ª)/ Francine Novo (3ª-11ª)                                        |
| Adaptação           | Sandra Benninghoven (1ª)/ Denise Simoneto (2ª)/ Marco Aurélio (2ª)/ Francine Novo (2ª-3ª)                     |
| Técnico de Mixagem  | ASA |
| Estúdio             | Dublavídeo (1ª, 10ª e 11ª)/ Sigma (2ª-7ª)/ Centauro (8ª e 9ª)                                                 |

## Adaptações
Chile: A MEGA foi a primeira no mundo a comprar os direitos de Modern Family para produzir sua própria versão da série, com o título Familia moderna, que estreou em 3 de dezembro de 2015. Uma diferença nisso é que as contrapartes de Mitchell e Cameron nesta versão não adotam, mas, em vez disso, uma delas é o pai biológico da criança como resultado de uma aventura de embriaguez. Eles ficam com a custódia da criança enquanto a mãe viaja para o exterior.
Grécia: O Mega Channel comprou os direitos de Modern Family para a Grécia e Chipre e anunciou uma adaptação para o idioma grego, sob o nome de Moderna Oikogeneia, que estreou em 20 de março de 2014.
Irã: A Islamic Republic of Iran Broadcasting produziu um remake cena-por-cena de Modern Family, intitulado Haft Sang, que estreou em 30 de junho de 2014. No entanto, nesta versão, a relação entre Cam e Mitchell da série original, que era de mesmo sexo, foi substituído por um relacionamento heterossexual. Além disso, a personagem de Haley Dunphy é substituída por um adolescente. Devido a essa mudança, o namorado de Haley, Dylan, é substituído por um amigo próximo do adolescente.

## Possívelspin-off
Em junho de 2020, o presidente da ABC Entertainment, Karey Burke, discutiu um spin-off de Modern Family centrado em Mitch e Cam, inspirado por uma ideia do co-criador da série e produtor executivo, Steve Levitan.

## Prêmios e indicações
Em 2012, Modern Family recebeu 14 indicações aos Prémios Emmy do Primetime. Todos os personagens adultos foram indicados. Das 14 indicações a série levou 5 prêmios, inclusive o prémio principal na categoria comédia: Melhor Actor Coadjuvante de Comédia (Eric Stonestreet), Melhor Actriz Coadjuvante de Comédia (Julie Bowen), Mixagem de Som, Melhor Direcção (Steven Levitan) e Melhor Série de Comédia, pela terceira vez consecutiva.